# Episodi di Women's Murder Club
La prima e unica stagione di Women's Murder Club è stata trasmessa negli Stati Uniti dal canale ABC dal 12 ottobre 2007 al 13 maggio 2008. A causa dello sciopero degli sceneggiatori 2007-2008, la produzione del telefilm americano era stata bloccata a gennaio al decimo episodio, ma i restanti tre episodi previsti sono poi stati prodotti e andati in onda nei mesi successivi. Il 12 maggio 2008 l'ABC ha comunicato di non voler produrre una seconda stagione, cancellando definitivamente la serie.
In Italia la serie è stata trasmessa interamente dal 13 luglio 2010 al 29 luglio 2010 su Canale 5, e a causa dei bassissimi ascolti ottenuti (pari all'11-12% di share in prima serata), dal 22 luglio 2010 Canale 5 ha deciso di chiudere in fretta la serie, con due maratone da 4 episodi e mezzo per sera. Infatti gli episodi trasmessi il 22 luglio e il 29 luglio, probabilmente per farli entrare tutti nello slot del canale, sono stati trasmessi con numerosi tagli rispetto agli originali, con una durata media di 33-35 minuti per episodio. L'episodio 9 inoltre, è stato trasmesso in due parti: la prima metà il 22 luglio, mentre la seconda metà il 29 luglio 2010.
La serie è stata trasmessa per la prima volta in versione integrale senza tagli dal 13 dicembre 2010 al 10 gennaio 2011 su La5.
| nº | Titolo originale                            | Titolo italiano                  | Prima TV USA     | Prima TV Italia     |
| -- | ------------------------------------------- | -------------------------------- | ---------------- | ------------------- |
| 1  | Welcome to the Club                         | Benvenuti nel club               | 12 ottobre 2007  | 13 luglio 2010      |
| 2  | Train In Vain                               | Senza via di fuga                | 19 ottobre 2007  | 13 luglio 2010      |
| 3  | Blind Dates and Bleeding Hearts             | Appuntamento al buio             | 26 ottobre 2007  | 15 luglio 2010      |
| 4  | Grannies, Guns And Love Mints               | Le caramelle dell'amore          | 2 novembre 2007  | 15 luglio 2010      |
| 5  | Maybe, Baby                                 | Forse un bambino                 | 9 novembre 2007  | 22 luglio 2010      |
| 6  | Play Through the Pain                       | Suicidio o omicidio              | 15 novembre 2007 | 22 luglio 2010      |
| 7  | The Past Comes Back to Haunt You            | Il passato ritorna               | 16 novembre 2007 | 22 luglio 2010      |
| 8  | No Opportunity Necessary                    | La fattucchiera                  | 23 novembre 2007 | 22 luglio 2010      |
| 9  | To Drag & To Hold                           | Afferrare e trattenere           | 7 dicembre 2007  | 22 - 29 luglio 2010 |
| 10 | FBI Guy                                     | Kiss Me Not                      | 4 gennaio 2008   | 29 luglio 2010      |
| 11 | Father's Day                                | La festa del papà                | 29 aprile 2008   | 29 luglio 2010      |
| 12 | And the Truth Will (Sometimes) Set You Free | E la verità vincerà (a volte...) | 6 maggio 2008    | 29 luglio 2010      |
| 13 | Never Tell                                  | Mai dire mai                     | 13 maggio 2008   | 29 luglio 2010      |